# Strumigenys godeffroyi
Strumigenys godeffroyi is een mierensoort uit de onderfamilie van de Myrmicinae. De wetenschappelijke naam van de soort is voor het eerst geldig gepubliceerd in 1866 door Mayr en als eerbetoon vernoemd naar Johan Cesar Godeffroy.